# Oranjekanaal (Zuid-Holland)
Het Oranjekanaal is een kanaal in de provincie Zuid-Holland.
Het kanaal is in de 1676 op aandrang van stadhouder Willem III gegraven. Hij zocht een oplossing voor de gebrekkige waterverversing via de Loosduinsevaart naar zijn buitenplaats in Honselersdijk. Het kanaal is een verbinding tussen de Nieuwe Waterweg, waar het direct ten oosten van de Maeslantkering water loost door het Gemaal Westland, en de Oranjepolder in het Westland. Aan de Maasdijk (N220) bevindt zich de Oranjesluis.
Naast het kanaal is het bedrijventerrein Nieuw Oranjekanaal gelegen.

## Zoetwatervoorziening
Het kanaal speelt een rol in de Klimaatbestendige Wateraanvoervoorziening (KWA). Via het gemaal Winsemius aan het Brielse Meer wordt door een 4,2 kilometer lange leiding zoetwater via het Oranjekanaal naar Delfland en zo naar andere delen van het gebied gepompt. Voldoende om 's zomers in alle zoetwaterwensen te voorzien.
De Brielsemeerleiding loopt onder het Hartelkanaal, het Calandkanaal en de Nieuwe Waterweg door en heeft een capaciteit van 4000 liter per seconde. De leiding werd in 1988 in gebruik genomen.